# 제3회 가치봄영화제
제3회 가치봄영화제는 2002년 10월 10일에 열린 시상식이다.

## 수상 및 후보

### 상영작
- 오아시스 - 이창동
- YMCA 야구단 - 김현석
- 피도 눈물도 없이 - 류승완
- 챔피언 - 곽경택
- 해적, 디스코왕 되다 - 김동원
- 결혼은 미친 짓이다 - 유하
- 연애소설 - 이한
- 달마야 놀자 - 박철관
- 취화선 - 임권택
- 센과 치히로의 행방불명 - 미야자키 하야오
- 집으로... - 이정향
- 성냥팔이 소녀의 재림 - 장선우
- 수화 - 오현주
- Toohappytodie - 최진영
- 그해 아폴로 11호는 달에 갔을까? - 김경화
- 이른아침,수퍼맨
- 노을소리 - 홍두현
- Mouse without tail - 박원철
- 새인지 몰랐던 새 - 송인옥
- 요요지가 - 이석연
- 페르딕스 - 이완규
- 리사이클링 - 박재모
- 설문대 할망 큰 솥에 빠져죽다 - 김경률
- 텔레비전 - Marc-Olivier Picron
- Subway Kids 2002 - 손정일